# Andenne
Andenne (Waals: Andene) is een stad en gemeente in de provincie Namen in België. De stad telt ruim 28.000 inwoners en ligt op een hoogte van 110 meter. De gemeente Andenne ligt aan weerszijden van de rivier de Maas, de stad Andenne bevindt zich aan de zuidoever. Ten zuiden van de Maas begint ook de streek van de Condroz.

## Geografie en demografie

### Deelgemeenten
| #  | Naam        | Opp. (km²) | Inwoners (2020) | Inwoners per km² | NIS-code |
| -- | ----------- | ---------- | --------------- | ---------------- | -------- |
| 1  | Andenne     | 15,48      | 10.351          | 669              | 92003A   |
| 2  | Coutisse    | 11,13      | 948             | 85               | 92003B   |
| 3  | Bonneville  | 9,08       | 1.368           | 151              | 92003C   |
| 4  | Thon-Samson | 3,91       | 831             | 213              | 92003D   |
| 5  | Maizeret    | 4,98       | 352             | 71               | 92003E   |
| 6  | Namêche     | 6,22       | 1.250           | 201              | 92003F   |
| 7  | Sclayn      | 4,14       | 1.686           | 407              | 92003G   |
| 8  | Vezin       | 9,07       | 2.359           | 260              | 92003H   |
| 9  | Landenne    | 12,38      | 2.566           | 207              | 92003J   |
| 10 | Seilles     | 9,75       | 5.859           | 601              | 92003K   |

### Overige kernen
Vlak bij Andenne ligt het landelijk gehucht Groynne. In de deelgemeente Bonneville ligt nog het gehucht Rouvroy en in de deelgemeente Coutisse de kern Nalamont.

### Aangrenzende gemeenten
| Aangrenzende gemeenten | Aangrenzende gemeenten | Aangrenzende gemeenten | Aangrenzende gemeenten | Aangrenzende gemeenten |
| ---------------------- | ---------------------- | ---------------------- | ---------------------- | ---------------------- |
| Fernelmont             |                        | Héron (Lui)            |                        | Hoei (Lui)             |
|                        |                        |                        |                        |                        |
| Namen                  |                        |                        |                        |                        |
|                        |                        |                        |                        |                        |
|                        |                        | Gesves                 |                        | Ohey                   |

## Geschiedenis
De vroegste geschiedenis van Andenne begint al bij de Neanderthalers, waarvan in 1993 overblijfselen zijn gevonden in een grot nabij Sclayn. In Thon-Samson (ongeveer 7 km ten westen van Andenne) bevond zich een laat-romeinse burcht. Ten oosten daarvan werden grafvelden uit de late vierde tot het midden van de zesde eeuw gevonden, waarvan vele met wapens.
In de Frankische tijd stichtte de Heilige Begga (± 620-693), dochter van Pepijn van Landen, er de abdij van Andenne, waaruit zich later een machtig kapittel ontwikkelde. In de nabijheid van het klooster ontstond de stad Andenne. Ook zou Karel Martel (689–741) hier geboren zijn. In 1151 vond de Slag bij Andenne plaats tussen prins-bisschop Hendrik van Leyen van Luik en abt Wibald van Stavelot van het Abdijvorstendom Stavelot-Malmedy.
Gedurende de middeleeuwen was Andenne bekend vanwege de keramiekproductie (rode en witte 'Andennewaar'), waarvoor de lokale leem (blanche derle genoemd) zeer geschikt bleek. Keramiek uit Andenne werd van de tiende tot in de veertiende eeuw verhandeld richting Vlaanderen, Brabant, Zeeland, Holland, Utrecht en Gelderland. Incidenteel bereikten Andenne-kannen zelfs Scandinavië. In de achttiende eeuw werden er kleipijpen vervaardigd. Tot de Franse Revolutie behoorde Andenne tot het graafschap Namen.
Andenne was een van de plaatsen in België, waar het Duitse leger zich aan het begin van de Eerste Wereldoorlog te buiten ging aan buitensporig geweld tegen de burgerbevolking. Op 21 augustus 1914 werden in Andenne 218 burgers gefusilleerd. Door deze wreedheden tegen haar burgerbevolking behoort Andenne tot de zeven Belgische martelaarsteden.
Een kleine begraafplaats aan de oever van de Maas, nabij het centrum, herinnert hieraan. Het Franstalige opschrift op zijn gedenksteen is bijzonder: Aan onze medeburgers, lafhartig vermoord door de Teutoonse horden, op de 21e augustus 1914. De Duitse bezetter van 1940-1944 accepteerde zulke teksten niet, met als resultaat dat de teksten op veel vergelijkbare Belgische oorlogs- en grafmonumenten in 1940-1944 zijn geneutraliseerd.

## Demografische ontwikkeling

### Demografische evolutie voor de fusie
- Bron:NIS - Opm:1831 t/m 1970=volkstellingen op 31 december, 1976= inwonersaantal op 31 december
- 1886: afstand van Coutisse dat een zelfstandige gemeente werd

### Demografische ontwikkeling van de fusiegemeente
Alle historische gegevens hebben betrekking op de huidige gemeente, inclusief deelgemeenten, zoals ontstaan na de fusie van 1 januari 1977.
- Bronnen:NIS, Opm:1831 tot en met 1981=volkstellingen; 1990 en later= inwonertal op 1 januari

| Inwoners van jaar tot jaar op 1 januari 1992 tot heden | Inwoners van jaar tot jaar op 1 januari 1992 tot heden | Inwoners van jaar tot jaar op 1 januari 1992 tot heden |
| jaar                                                   | Aantal                                                 | Evolutie: 1992=index 100                               |
| ------------------------------------------------------ | ------------------------------------------------------ | ------------------------------------------------------ |
| 1992                                                   | 23.138                                                 | 100,0                                                  |
| 1993                                                   | 23.300                                                 | 100,7                                                  |
| 1994                                                   | 23.358                                                 | 101,0                                                  |
| 1995                                                   | 23.371                                                 | 101,0                                                  |
| 1996                                                   | 23.364                                                 | 101,0                                                  |
| 1997                                                   | 23.311                                                 | 100,7                                                  |
| 1998                                                   | 23.323                                                 | 100,8                                                  |
| 1999                                                   | 23.425                                                 | 101,2                                                  |
| 2000                                                   | 23.529                                                 | 101,7                                                  |
| 2001                                                   | 23.648                                                 | 102,2                                                  |
| 2002                                                   | 23.854                                                 | 103,1                                                  |
| 2003                                                   | 23.924                                                 | 103,4                                                  |
| 2004                                                   | 24.079                                                 | 104,1                                                  |
| 2005                                                   | 24.194                                                 | 104,6                                                  |
| 2006                                                   | 24.407                                                 | 105,5                                                  |
| 2007                                                   | 24.557                                                 | 106,1                                                  |
| 2008                                                   | 24.819                                                 | 107,3                                                  |
| 2009                                                   | 24.920                                                 | 107,7                                                  |
| 2010                                                   | 25.131                                                 | 108,6                                                  |
| 2011                                                   | 25.511                                                 | 110,3                                                  |
| 2012                                                   | 25.702                                                 | 111,1                                                  |
| 2013                                                   | 25.795                                                 | 111,5                                                  |
| 2014                                                   | 25.892                                                 | 111,9                                                  |
| 2015                                                   | 26.068                                                 | 112,7                                                  |
| 2016                                                   | 26.281                                                 | 113,6                                                  |
| 2017                                                   | 26.767                                                 | 115,7                                                  |
| 2018                                                   | 27.017                                                 | 116,8                                                  |
| 2019                                                   | 27.391                                                 | 118,4                                                  |
| 2020                                                   | 27.573                                                 | 119,2                                                  |
| 2021                                                   | 27.669                                                 | 119,6                                                  |
| 2022                                                   | 27.863                                                 | 120,4                                                  |
| 2023                                                   | 28.114                                                 | 121,5                                                  |
| 2024                                                   | 28.187                                                 | 121,8                                                  |
| 2025                                                   | 28.231                                                 | 122,0                                                  |

## Cultureel erfgoed

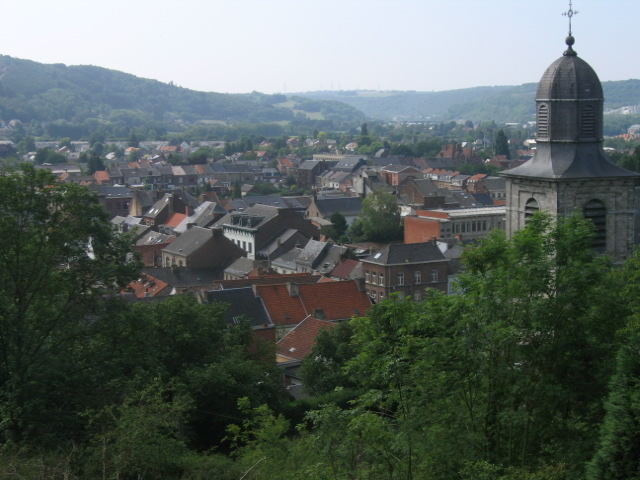
Zicht op Andenne

De belangrijkste bezienswaardigheden van Andenne bevinden zich aan en rondom de Place du Chapitre (Kapittelplein). Hier bevindt zich de voormalige abdijkerk van Andenne, de Collegiale kerk Sint-Begga, een voorname kapittelkerk met een zeer lange geschiedenis en waarvan het huidige gebouw waarschijnlijk in 1764 is ontworpen door de bekende neoclassicisme-architect Laurent-Benoît Dewez. De kerk werd in 1773 ingewijd en heeft een schatkamer met onder andere een Merovingisch reliekschrijn. Van de abdij zelf is weinig over; naast de kerk staat een toegangspoort, de Sint-Stevenspoort, en vlakbij bevindt zich de Sint-Beggabron (vernieuwd in de 17e eeuw).
Midden op de Place du Perron, vóór het oude classicistische stadhuis, staat de perroenfontein met het symbool van de Luikse autonomie. Aan de Place des Tilleuls (Lindenplein) staat het 'nieuwe' stadhuis uit 1870 en vlakbij staat een 19e-eeuwse muziekkiosk. Het Keramiekmuseum van Andenne (Musée de la céramique d'Andenne) bevindt zich aan de rue Charles Lapierre. Verder zijn in Andenne diverse art-nouveauhuizen te vinden, waaronder het huis uit 1907 waar thans het toeristenbureau is gevestigd. Diverse beelden en fonteinen sieren de stad.
De Grand-Place (Grote Markt) van Sclayn is eveneens een belangrijk architectonisch ensemble met onder andere de voormalige kapittelkerk van Sint-Mauritius, in oorsprong romaans, maar in de achttiende eeuw verbouwd. Nabij Sclayn ligt ook een belangrijk natuurgebied, waar zich in de nabije grotten het archeologisch reservaat Scladina bevindt (met bezoekerscentrum), waar in 1993 resten van een Neanderthaler zijn gevonden.
Het dorpje Thon in de vallei van de rivier de Samson is opgenomen in de lijst van mooiste dorpen van Wallonië (Les Plus Beaux Villages de Wallonie). In het dorp zelf staat de barokke Sint-Remigiuskerk en in de omgeving bevinden zich het kasteel van Forges en een rotsformatie genaamd Les Demoiselles. De Sint-Pieterskerk in de deelgemeente Andenelle dateert deels uit de 12e eeuw. In een andere deelgemeente, Landenne, zijn de Sint-Remigiuskerk en een oude kasteelboerderij beschermde monumenten.

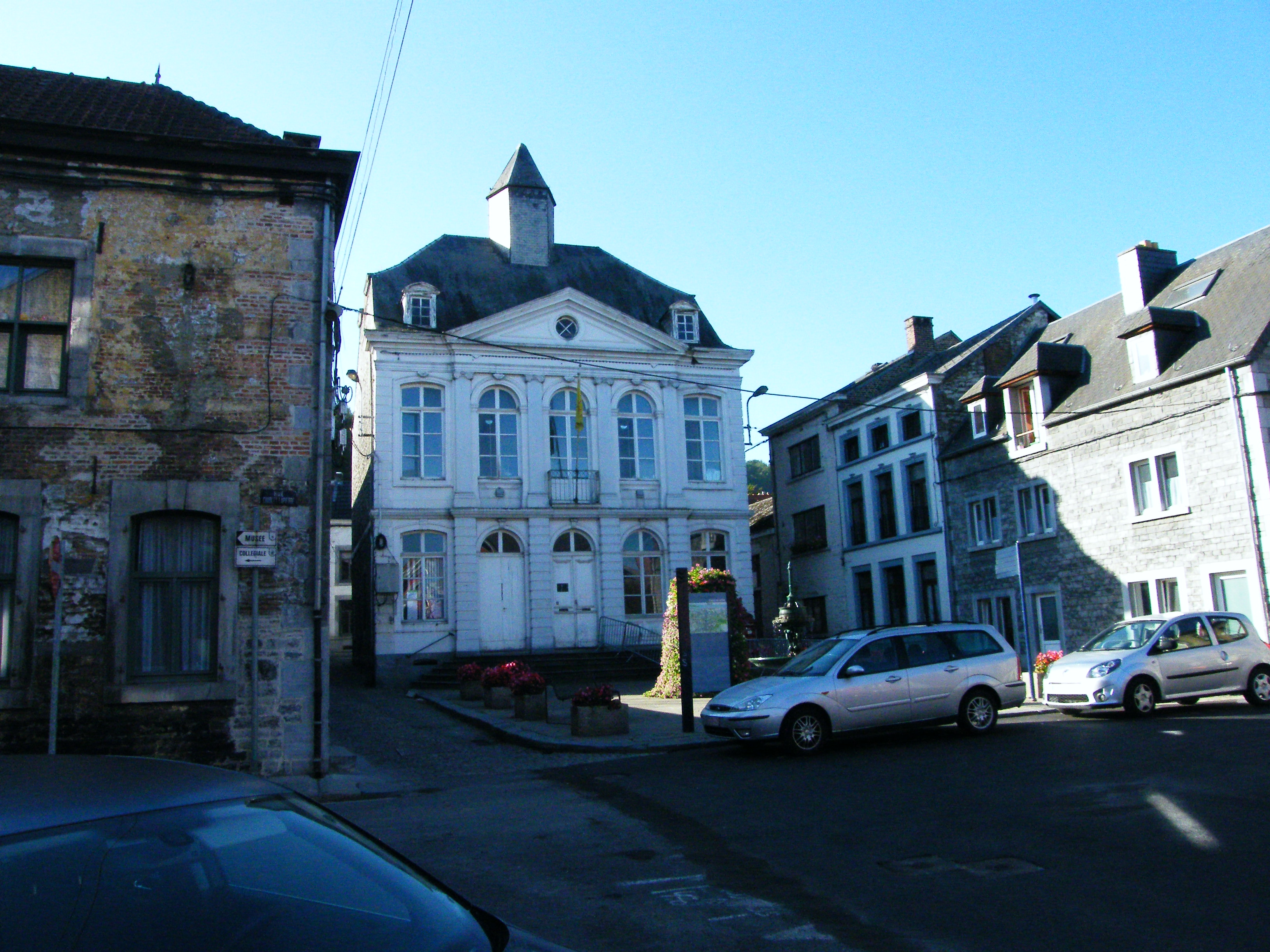
Place du Perron met oud stadhuis
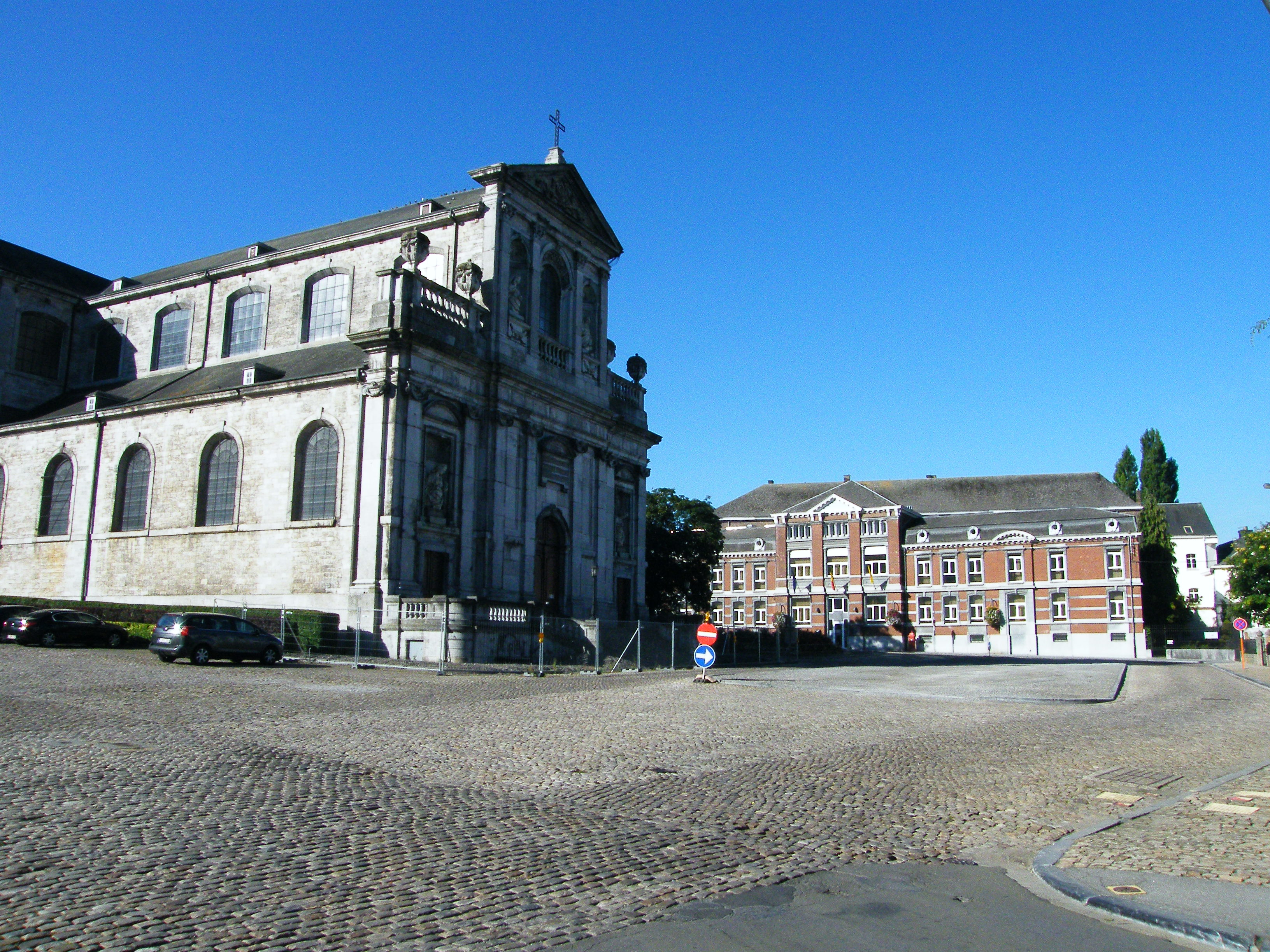
Place du Chapitre en Sint-Beggakerk
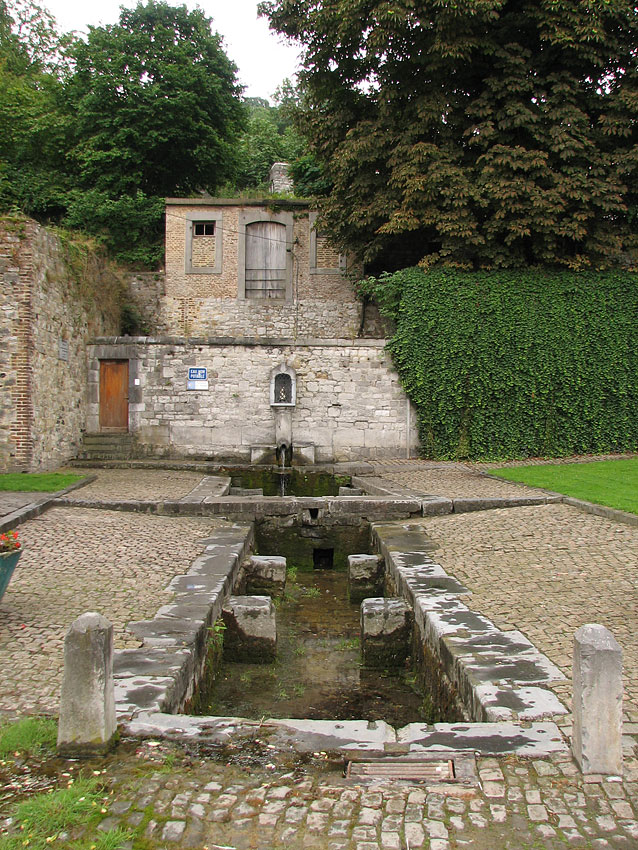
Sint-Beggabron
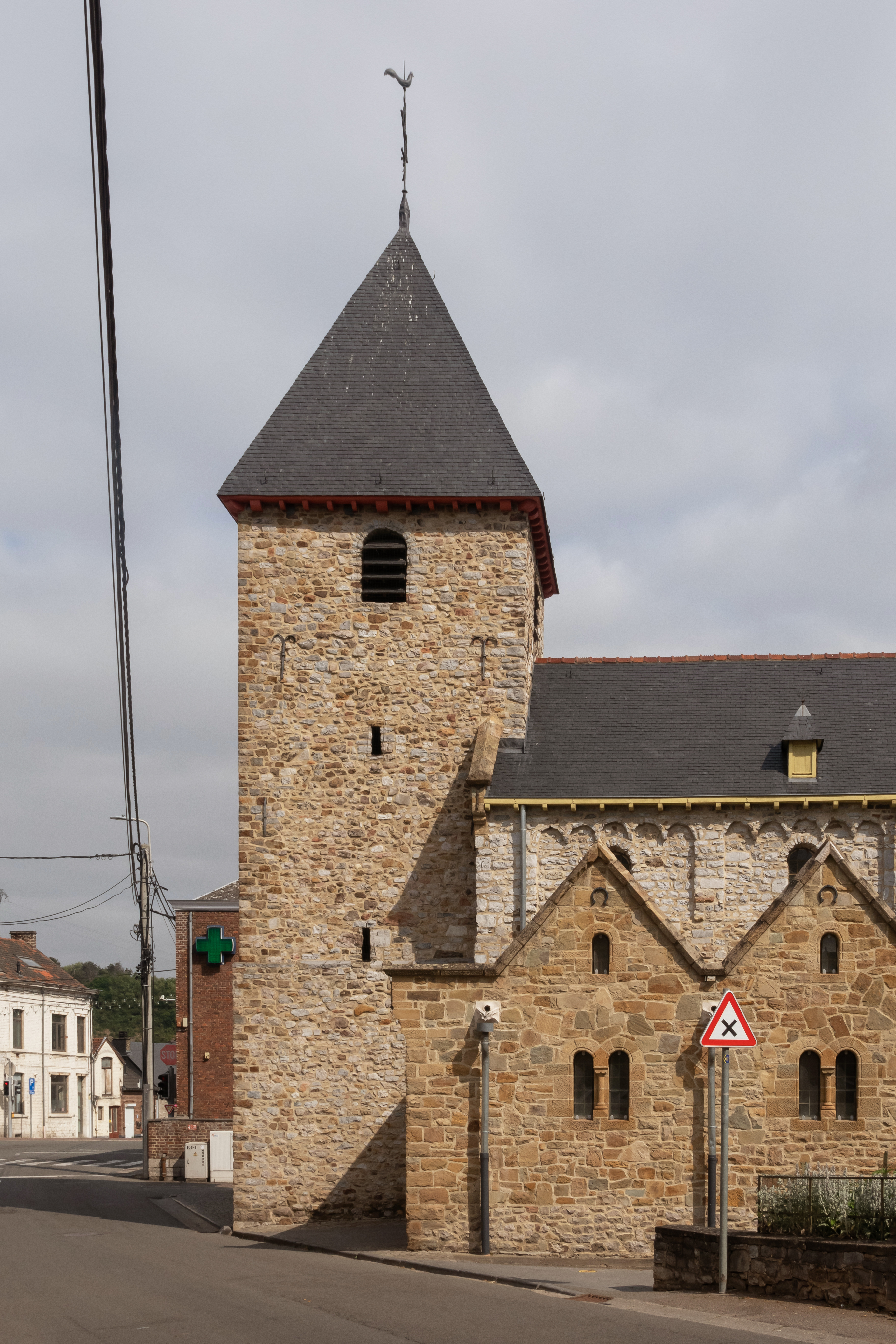
Andenelle, kerk: l' église Saint-Pierre
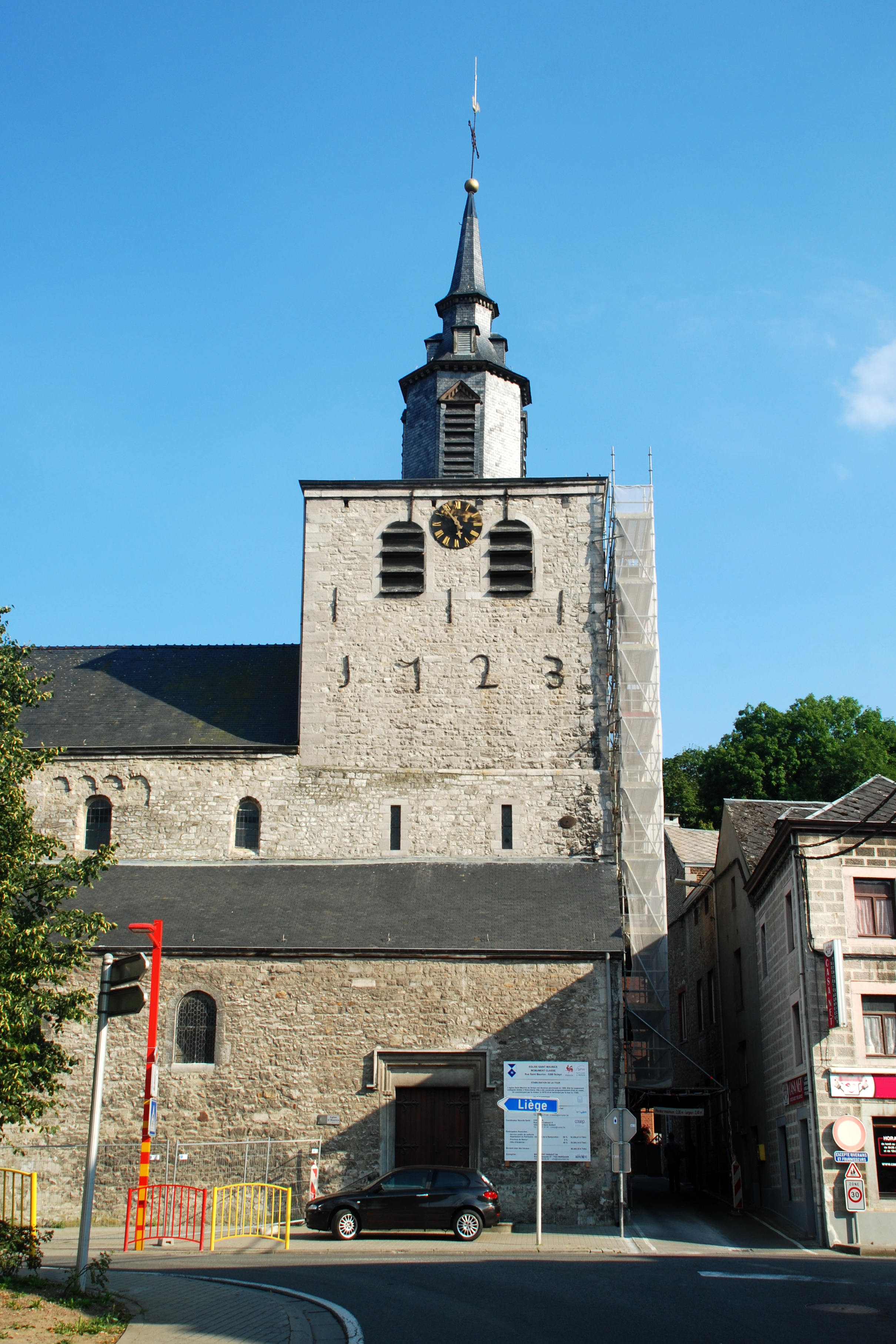
Sint-Mauritiuskerk, Sclayn
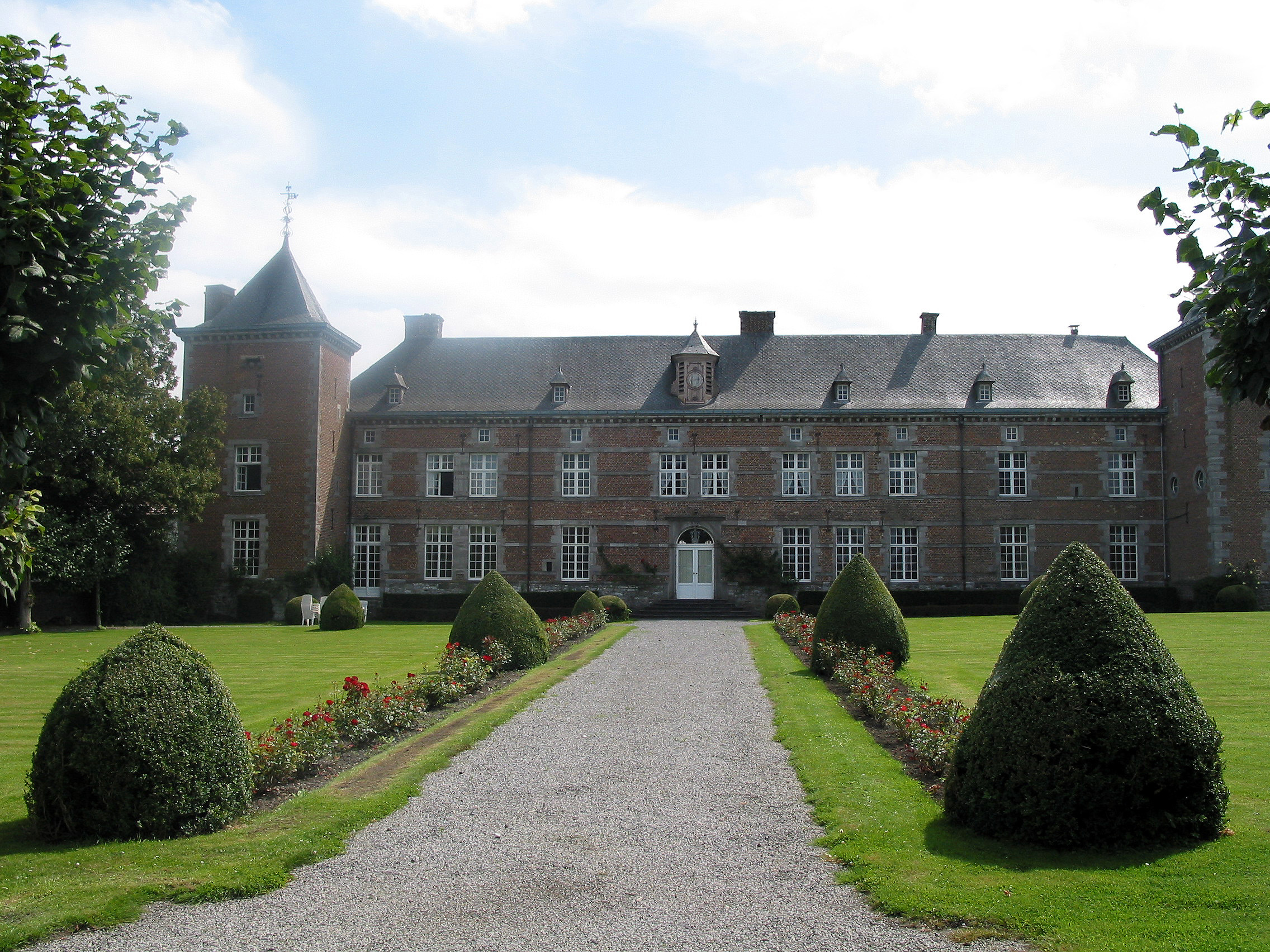
Kasteel van Bonneville
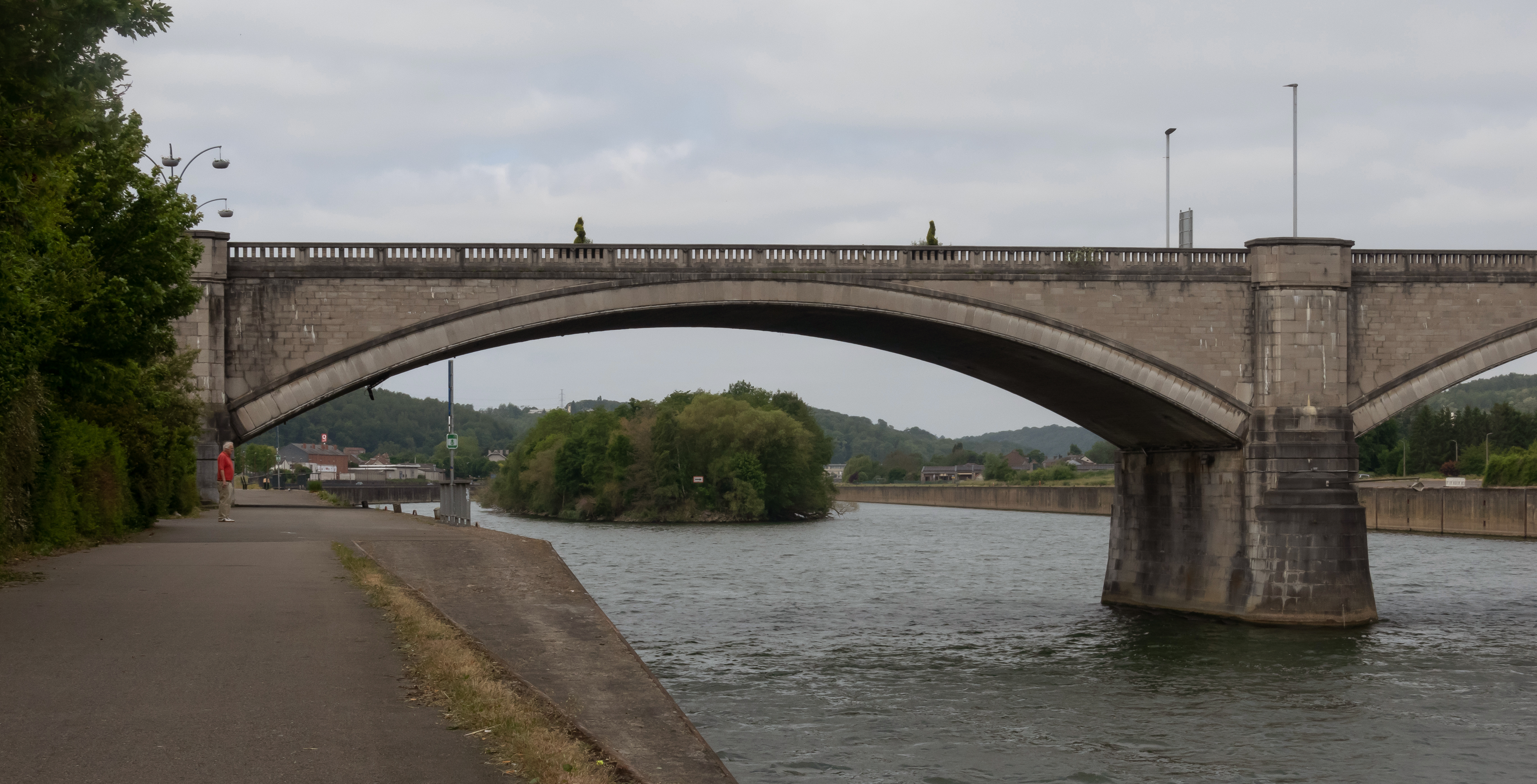
Andenne, brug: Pont d'Andenne
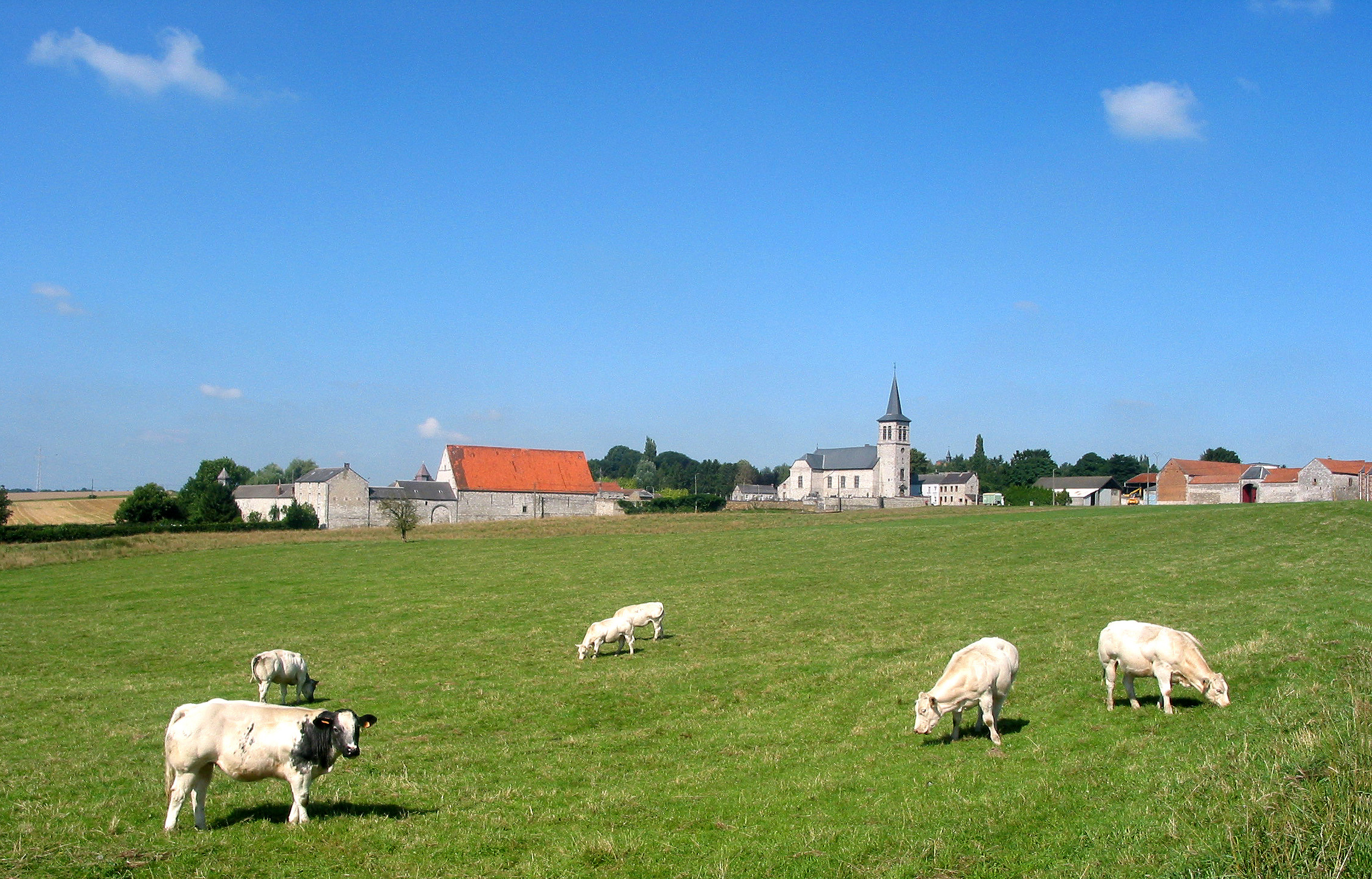
Zicht op Landenne
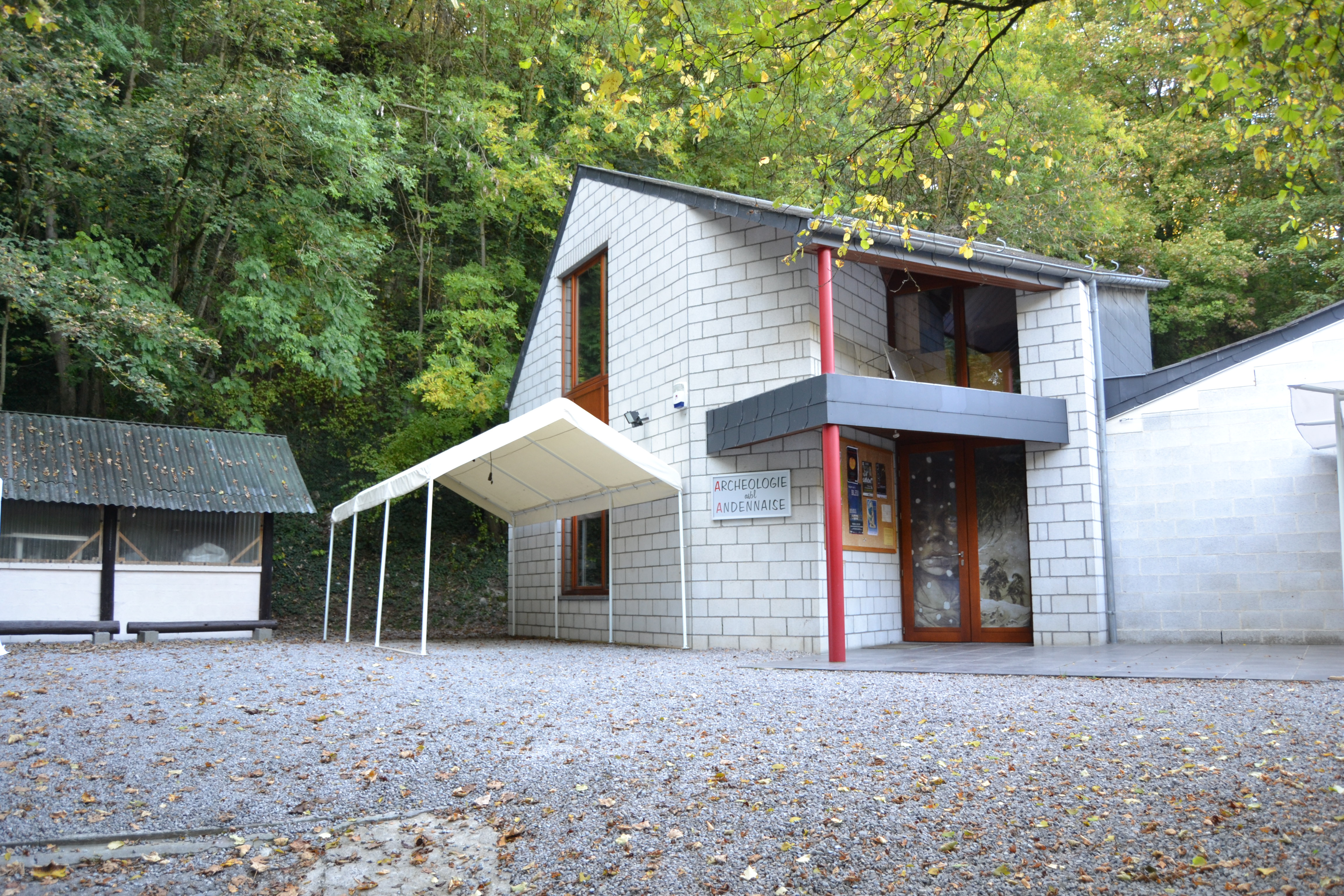
Bezoekerscentrum Scladina
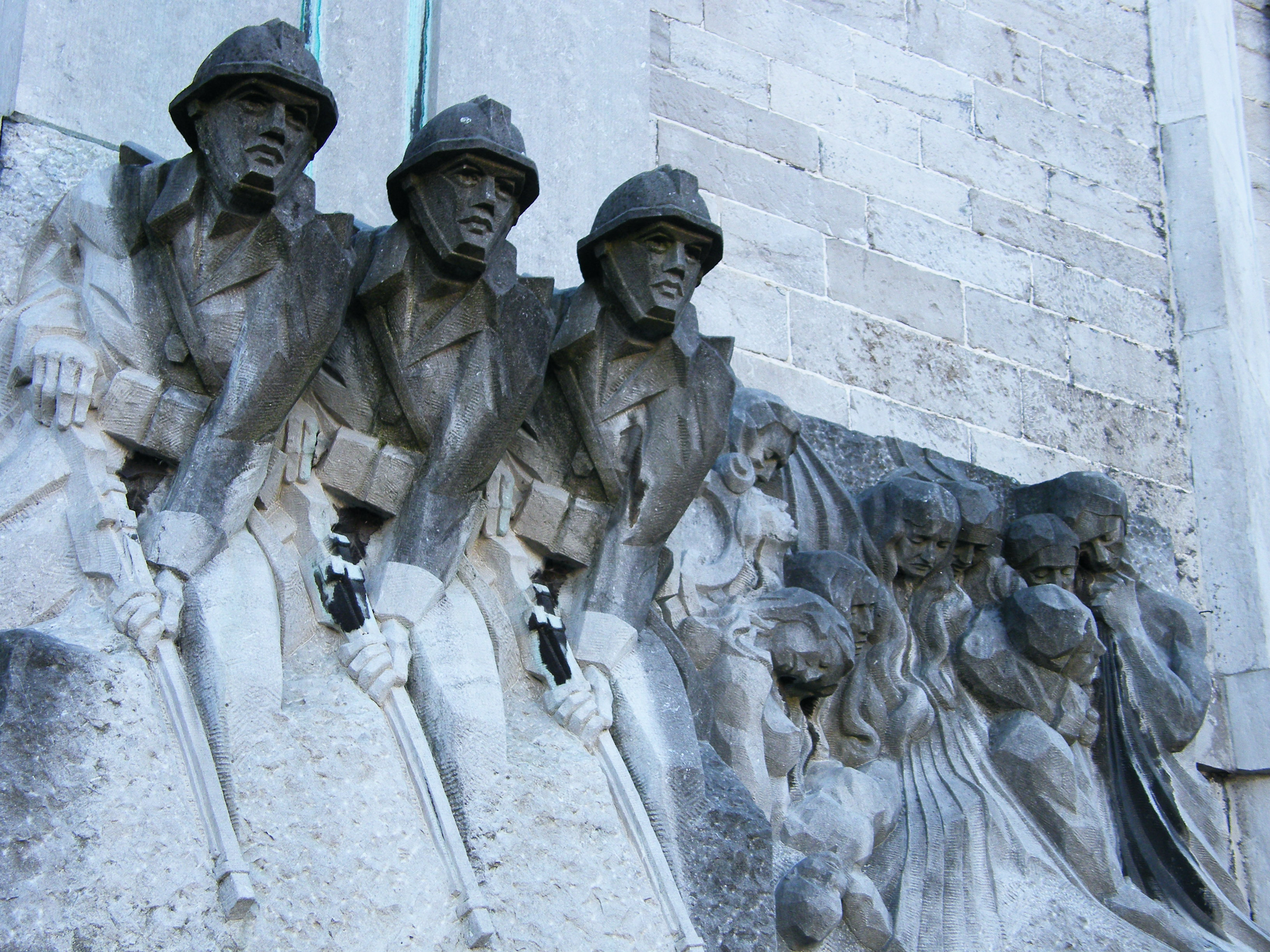
Oorlogsmonument Andenne

## Politiek

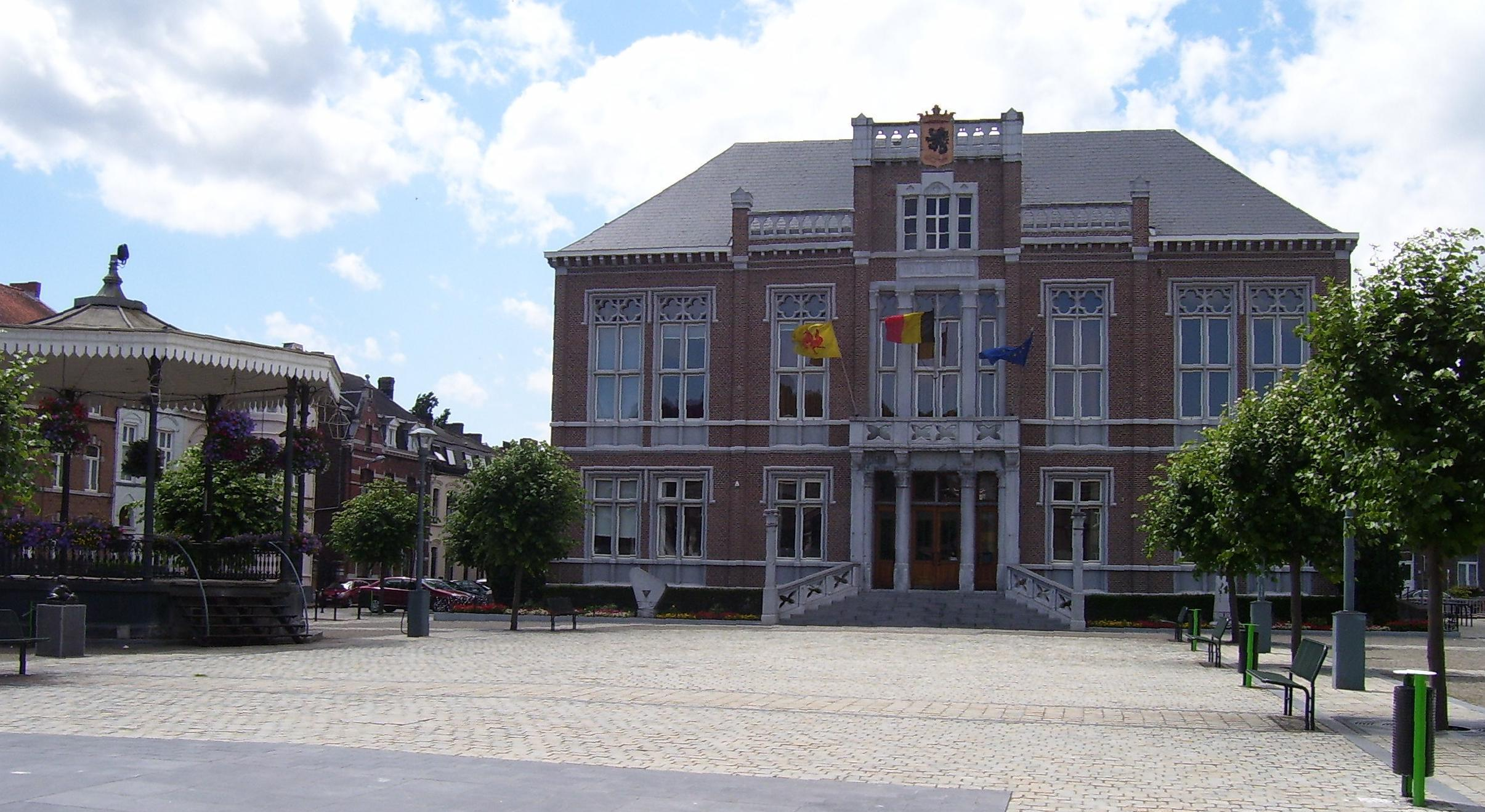
Gemeentehuis van Andenne

### Burgemeesters
- 1977-2024 Claude Eerdekens (PS)
- 2024-heden Vincent Sampaoli (PS)

### Resultaten gemeenteraadsverkiezingen sinds 1976
| Partij                                 | 10-10-1976 | 10-10-1976 | 10-10-1982 | 10-10-1982 | 9-10-1988 | 9-10-1988 | 9-10-1994 | 9-10-1994 | 8-10-2000 | 8-10-2000 | 8-10-2006 | 8-10-2006 | 14-10-2012 | 14-10-2012 | 14-10-2018 | 14-10-2018 | 13-10-2024 | 13-10-2024 |
| Stemmen / Zetels                       | %          | 27         | %          | 27         | %         | 27        | %         | 27        | %         | 27        | %         | 27        | %          | 29         | %          | 29         | %          | 29         |
| -------------------------------------- | ---------- | ---------- | ---------- | ---------- | --------- | --------- | --------- | --------- | --------- | --------- | --------- | --------- | ---------- | ---------- | ---------- | ---------- | ---------- | ---------- |
| PS1 / PSD@2                            | 63,221     | 18         | 60,721     | 19         | 70,211    | 21        | 57,451    | 18        | 64,01     | 20        | 59,11     | 19        | 54,871     | 19         | 52,522     | 17         | 38,752     | 13         |
| UM1 / PRL2 / AN.2000A / PRL-MCC3 / MR4 | 13,981     | 3          | 11,942     | 2          | 23,95A    | 6         | 11,752    | 3         | 12,333    | 3         | 11,044    | 2         | 11,144     | 3          | 12,034     | 3          | 22,074     | 6          |
| PSC1 / AN.2000A / CDH-IC2 / AD&NB      | 22,81      | 6          | 20,091     | 5          | 23,95A    | 6         | 16,581    | 4         | 12,01     | 2         | 14,982    | 4         | 15,372     | 4          | 30,75B     | 9          | 25,66B     | 8          |
| ECOLO1 / AD&NB                         | -          |            | 6,121      | 1          | 5,841     | 0         | 8,641     | 2         | 11,681    | 2         | 10,631    | 2         | 13,651     | 3          | 30,75B     | 9          | 25,66B     | 8          |
| 5300                                   | -          |            | -          |            | -         |           | -         |           | -         |           | -         |           | -          |            | -          |            | 10,88      | 2          |
| Anderen(*)                             | -          |            | 1,13       | 0          | -         |           | 5,57      | 0         | -         |           | 4,24      | 0         | 4,97       | 0          | 4,70       | 0          | 2,63       | 0          |
| Totaal stemmen                         | 14110      | 14110      | 14521      | 14521      | 15084     | 15084     | 15369     | 15369     | 15682     | 15682     | 16397     | 16397     | 16629      | 16629      | 18152      | 18152      | 18104      | 18104      |
| Opkomst %                              |            |            |            |            | 93,74     | 93,74     | 92,31     | 92,31     | 90,74     | 90,74     | 91,13     | 91,13     | 86,90      | 86,90      | 88,53      | 88,53      | 84,28      | 84,28      |
| Blanco en ongeldig %                   | 3,07       | 3,07       | 4,99       | 4,99       | 5,71      | 5,71      | 5,21      | 5,21      | 7,24      | 7,24      | 6,67      | 6,67      | 7,22       | 7,22       | 9,43       | 9,43       | 8,65       | 8,65       |

(*) 1982: UDRT (1,13%) / 1994: FN (3,49%), AGIR (1,74%), PTB (0,34%) / 2006: MSCWAndenne (4,24%) / 2012: Pour Andenne (2,55%), LE Renouveau (2,42%) / 2018: Le Renouveau (3,67%), TS (1,03%) / 2024: Le Renouveau (2,63%)
De zetels van de gevormde meerderheid staan vetjes afgedrukt. De grootste partij is in kleur.

## Bekende inwoners

### Geboren in Andenne
- Nicolas Joseph Daine (1782-1843), militair
- René Dieudonné (1900-1958), volksvertegenwoordiger
- Sadi (1927-2009), jazzmusicus
- Edouard Aidans (1930-2018), striptekenaar
- Chris Lamquet (1954), striptekenaar

### Gestorven in Andenne
- Begga, heilige en stichteres van de abdij van Andenne